# Ruimteschip Galileo
Ruimteschip Galileo (Engelse titel: Rocket Ship Galileo) is een sciencefictionroman uit 1978 van de Amerikaanse schrijver Robert Heinlein.

## Synopsis
Net na de Tweede Wereldoorlog vertrekken drie jongelui, Ross, Maurice en Art naar de Maan. Deze bemande ruimtevlucht is een privaat initiatief van Dr.Cargraves, een nobelprijswinnaar en oom van een van de jongens. Hun ruimteschip genaamd Galileo, landt na een driedaagse reis op de maan en nadat ze een semipermanente basis hebben opgericht claimen ze de Maan als eigendom van de Verenigde Staten. Na radiocontact met onbekenden wordt hun schip gebombardeerd. Ze kunnen tijdig ontsnappen en slagen erin de piloot van het vijandelijk schip te overmeesteren nadat deze is geland. Ze ontdekken een nazibasis op de maan die ze bombarderen waarna de enige overlevende zich overgeeft. Ze komen ook tot de ontdekking dat de kraters op de Maan zijn ontstaan door nucleaire bommen die de vernietiging van de Maanbewoners tot gevolg hadden. Ze keren met het Naziruimteschip terug naar aarde waarna de Nazibasis op de Maan vernietigd wordt en de jongens als helden worden ontvangen.